# Музей банкнот Керкіри
Музе́й банкно́т (грец. Νομισματικό Μουσείο) — музей у місті Керкіра, Греція. Демонструє майже повну колекцію грецької валюти з 1822 року по теперішній час, близько 2000 предметів, у тому числі перші казначейські облігації, випущені грецькою державою в 1822 р., нариси етюдів та друкарські таблички грецьких банкнот.

## Історія
Музей був заснований в 1981 році Іонічним банком, і він розташований у колишній будівлі Іонічного банку, спроєктованій місцевим архітектором Іоаннісом Хронісом в 1839 році. У 2000 р. Іонічний банк об'єднався з Альфа-банком. У 2003 році куратор музею та історик Аріс Рапідіс розпочав оновлення та узгодження експонатів відповідно до світових стандартів. У 2005 році та за участі Джона Кейворта, куратора Банку Англії, оновлені експонати були відкриті для публіки. Вперше така колекція банкнот, що належить грецькому банку, стала доступною широкій громадськості регулярно за графіком. Музейна колекція вважається однією з найповніших таких колекцій у світі.
У липні 2007 року на другому поверсі музею було збудовано виставковий зал. Першою подією, яка відбулась в залі стала виставка грецьких костюмів та друкованих джерел XVI-XX століть, спільно організована з музеєм Бенакі.

## Експонати
Відображена в хронологічному порядку, колекція в Музеї банкнот включає деякі рідкісні зразки з історії грецьких банкнот. Перші банкноти були випущені за правління Іоанніса Каподістріаса, першого губернатора Греції в щойно звільненій країні. Вони є досить простими банкнотами із зображенням Фенікса та надрукованими кольором троянди на білому тлі. До того, як Каподістріас став губернатором, і в той час, коли економіка Греції ще була в зачатковому стані, тимчасовий уряд Греції випускав казначейські облігації для полегшення угод.
Зі створенням у 1849 р. Національного банку Греції, драхма (термін походить ще від Стародавньої Греції) стала офіційною грецькою валютою. Перші випущені банкноти були надруковані у британських друкарнях (Perkins & Bacon або Bradbury & Wilkins), але на рубежі століть друк був переведений в американську банкнотну компанію, яка відповідала за друк грецьких банкнот приблизно до 1928 року, коли новостворений Банк Греції перебрав собі це право.
Одна з найрідкісніших банкнот на експонаті — це банкнота, яка зображує візантійську церкву Святої Софії в Константинополі. Розроблена в 1920 році, банкнота зображує святу Софію без османських мінаретів. Ця банкнота відображає «Мегалійську ідею» (мрія про завоювання колишньої території Греції в Малій Азії) і ніколи не була в обігу. Одним з найрідкісніших експонатів музею є «колоната» 1860 року.
Деякі найкрасивіші грецькі банкноти були випущені в міжвоєнний період. Виділяється серія банкнот, які, як правило, були надруковані у Франції. Банкноти, оформлені в стилі модерн та арт-деко, зображають алегорії, що пов'язують давньогрецьку історію з сучасністю. Приклад — банкнота, на якій зображено Гермеса з одного боку та зображення, яке натякає на комерцію з іншого.
Банк Греції особливо чутливо ставився до естетичної цінності банкнот і наймав різних, відомих художників того часу, як постійних співробітників, відповідальних за розробку та нагляд за усім процесом друку. Одному з них, Міхалісу Акселосу, приписують інноваційні конструкції, що зосереджувались на темах, що відображають античність. Основними ідеологами були теми, натхнені грецькою культурою, які пропагували безперебійну традицію країни та представляли античність разом із візантійським періодом, сучасністю та народною культурою.
Виставляються також банкноти, випущені тимчасовим «гірським урядом». Ця валюта оцінювалася як еквівалент вартості кілограма пшениці. Також представлені банкноти на 100 мільярдів драхми в роки гіперінфляції 1944 року. Він залишається історично найвищим номіналом банкнот у Греції, і після закінчення гіперінфляції його вартість впала лише до 2 драхм.

### Перелік
- Банкноти, які Іонічний банк випускав з 1839 по 1920 рік
- Банкноти, які випустили Каподістрії, та перші банкноти Національного банку Греції
- Колекція післявоєнних банкнот різних країн.
- Китайська банкнота 1300 А. Д., одна з найстаріших у світі.
- Колекція включає безліч печаток, документів, книг, монет, марок тощо, що стосуються історії Іонічного банку та історії Іонічних островів.
- Колекція банкнот, випущених під час Другої світової війни.[1]

## Цікавинки
У приміщенні Музею банкнот показано кілька етапів процесу виготовлення банкнот, в той час, як особливий інтерес становить частина виготовлення водяного знака, який розміщений на банкноті. Відвідувачі музею у невеликій майстерні мають можливість власноруч взяти участь у процесі створення купюри — від гравіювання моделі на металевих пластинах до її друку.